# Arubaru
Arubaru är en ö i Marshallöarna.   Den ligger i kommunen Rongelap, i den nordvästra delen av Marshallöarna, 700 km nordväst om huvudstaden Majuro. Arean är 0,60 kvadratkilometer.
Terrängen på Arubaru är mycket platt. Öns högsta punkt är 14 meter över havet. Den sträcker sig 0,9 kilometer i nord-sydlig riktning, och 2,3 kilometer i öst-västlig riktning.